# Јунион Стар (Мисури)
Јунион Стар (енгл. Union Star) град је у америчкој савезној држави Мисури.

## Демографија
По попису из 2010. године број становника је 437, што је 4 (0,9%) становника више него 2000. године.
| Група             | 2000.       | 2010.       |
| Белци             | 426 (98,4%) | 428 (97,9%) |
| Афроамериканци    | 0 (0,0%)    | 0 (0,0%)    |
| Азијати           | 0 (0,0%)    | 1 (0,2%)    |
| Хиспаноамериканци | 0 (0,0%)    | 1 (0,2%)    |
| Укупно            | 433         | 437         |